# 13 mars aux Jeux paralympiques d'hiver de 2014
Pour un article plus général, voir Jeux paralympiques d'hiver de 2014.
Le jeudi 13 mars aux Jeux paralympiques d'hiver de 2014 est le sixième jour de compétition.

## Programme
| Heure UTC+4 (Sotchi)                          |               |
| bleu                                          | Cérémonie     |
| neutre                                        | Épreuve       |
| or                                            | Finale        |
| orange                                        | Petite finale |
| rose                                          | Reporté       |
| gris                                          | Annulé        |
| Compétition masculine                         | Hommes        |
| Compétition féminine                          | Femmes        |
| Compétition mixte (hommes et femmes mélangés) | Mixte         |
| Compétition en couple (1 homme et 1 femme)    | Couple        |
| modifier                                      |               |

L'heure indiquée est celle de Sotchi, pour l'heure Française il faut enlever 3 heures.
| Horaire | Discipline Spécialité | Discipline Spécialité       | Discipline Spécialité | Phase                          | Résultats                                                       | Références |
| 09:30   |                       | Curling                     |                       | Phase préliminaire 11e session | 0-16                                                            |            |
| 09:30   |                       | Curling                     |                       | Phase préliminaire 11e session | 11-1                                                            |            |
| 09:30   |                       | Curling                     |                       | Phase préliminaire 11e session | 8-7                                                             |            |
| 09:30   |                       | Curling                     |                       | Phase préliminaire 11e session | 6-7                                                             |            |
| 13:00   |                       | Hockey sur luge             |                       | Demi-finale                    | 4-0                                                             |            |
| 15:30   |                       | Curling                     |                       | Phase préliminaire 12e session | 12-1                                                            |            |
| 15:30   |                       | Curling                     |                       | Phase préliminaire 12e session | 3-6                                                             |            |
| 15:30   |                       | Curling                     |                       | Phase préliminaire 12e session | 4-7                                                             |            |
| 15:30   |                       | Curling                     |                       | Phase préliminaire 12e session | 3-13                                                            |            |
| 16:00   |                       | Ski alpin Slalom malvoyants |                       | 1re manche                     | -                                                               |            |
| 16:15   |                       | Ski alpin Slalom debout     |                       | 1re manche                     | -                                                               |            |
| 16:55   |                       | Ski alpin Slalom assis      |                       | 1re manche                     | -                                                               |            |
| 19:00   |                       | Ski alpin Slalom malvoyants |                       | 2e manche                      | Valerii Redkozubov · Jon Santacana Maiztegui · Chris Williamson | [ 1 ]      |
| 19:10   |                       | Ski alpin Slalom debout     |                       | 2e manche                      | Alexey Bugaev · Vincent Gauthier-Manuel · Alexander Alyabyev    | [ 1 ]      |
| 19:55   |                       | Ski alpin Slalom assis      |                       | 2e manche                      | Takeshi Suzuki · Philipp Bonadimann · Roman Rabl                | [ 1 ]      |
| 20:00   |                       | Hockey sur luge             |                       | Demi-finale                    | 0-3                                                             |            |

### Médailles du jour
| Rang  | Nation   | Or | Argent | Bronze | Total |
| ----- | -------- | -- | ------ | ------ | ----- |
| 1     | Russie   | 2  | 0      | 1      | 3     |
| 2     | Japon    | 1  | 0      | 0      | 1     |
| 3     | Autriche | 0  | 1      | 1      | 2     |
| 4     | France   | 0  | 1      | 0      | 1     |
| =     | Espagne  | 0  | 1      | 0      | 1     |
| 6     | Canada   | 0  | 0      | 1      | 1     |
| Total | Total    | 3  | 3      | 3      | 9     |